# Parafia św. Jana Chrzciciela w Ociesękach
Parafia św. Jana Chrzciciela w Ociesękach – parafia rzymskokatolicka, znajdująca się w diecezji kieleckiej, w dekanacie daleszyckim.

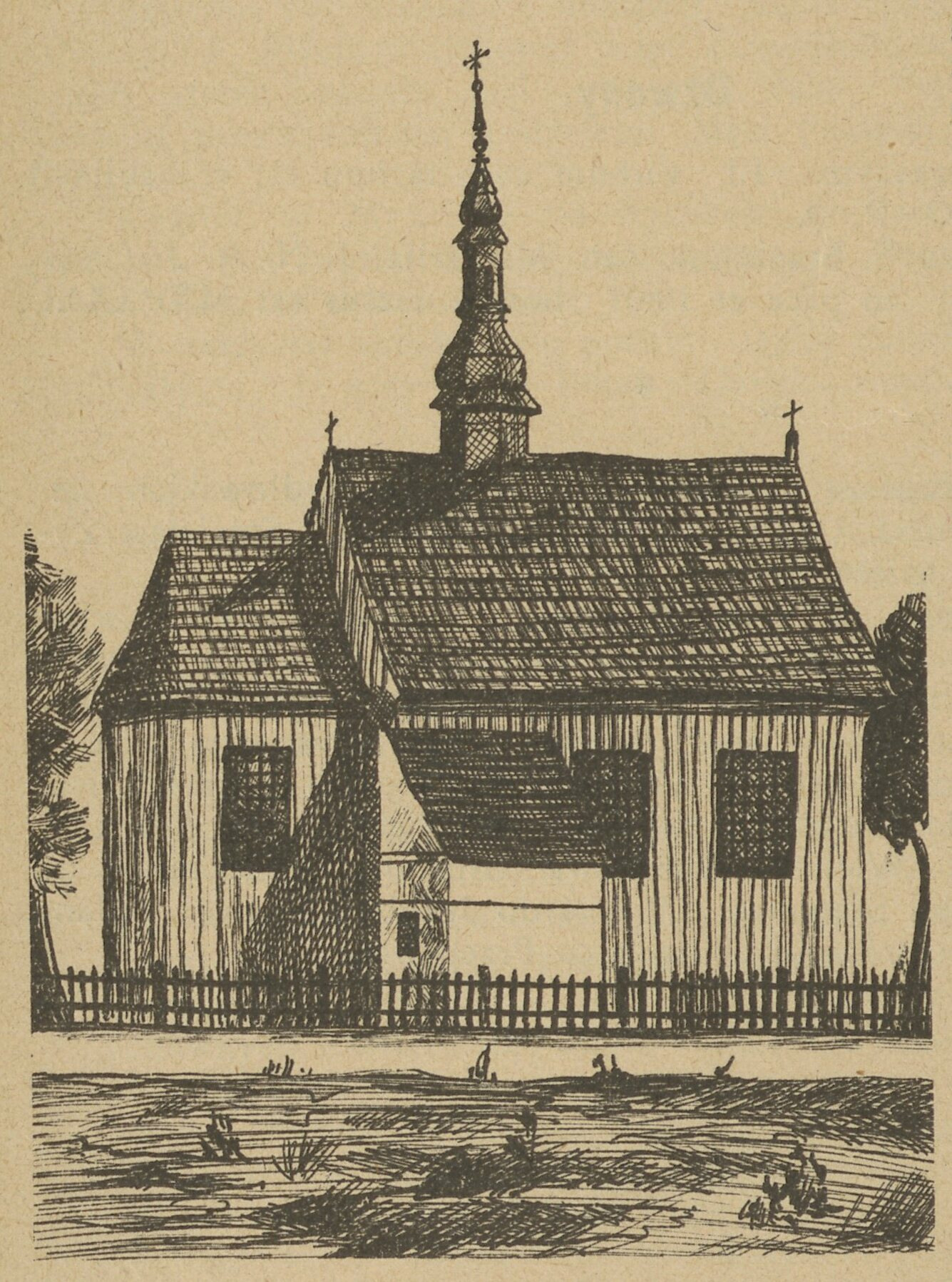
Kościół przed 1907